# Syntia Ellward
Syntia Ellward (* 3. März 1993) ist eine polnische Leichtathletin, die im Mittelstreckenlauf antritt und sich auf die 800 Meter spezialisiert hat.

## Sportliche Laufbahn
2012 nahm Syntia Ellward an den Juniorenweltmeisterschaften in Barcelona teil, schied dort aber über 800 Meter in der Vorrunde aus. 2015 qualifizierte sie sich für die Halleneuropameisterschaften in Prag, bei denen sie aber erneut in der ersten Runde ausschied. Bei den IAAF World Relays 2015 auf den Bahamas gewann sie mit der polnischen 4-mal-800-Meter-Stafette den zweiten Platz und stellte dabei einen neuen Landesrekord auf. Bei den U23-Europameisterschaften im estnischen Tallinn belegte sie im Finale den achten Platz.
2012 gewann sie mit AZS-AWFiS Danzig die Silbermedaille in der 4-mal-400-Meter-Staffel bei den polnischen Meisterschaften und gewann 2015 die Bronzemedaille über 800 Meter bei den polnischen Hallenmeisterschaften. Ihre Schwester Agnieszka Ellward ist ebenfalls eine erfolgreiche Leichtathletin, die den Landesrekord im 50-km-Gehen hält.

## Bestleistungen
- 800 Meter: 2:03,28 min, 14. Juni 2015 in Bydgoszcz
  - 800 Meter (Halle): 2:02,94 min, 22. Februar 2015 in Toruń